# Сааболда
Са́аболда (эст. Saabolda), ранее Заболотье — деревня в волости Сетомаа уезда Вырумаа, Эстония. Исторически относится к нулку Саатсеринна. 
До административной реформы местных самоуправлений Эстонии 2017 года входила в состав волости Вярска уезда Пылвамаа.

## География и описание
Расположена на эстонско-российской границе в 44 километрах к востоку от уездного центра — города Выру и в 11 км к юго-востоку от волостного центра — посёлка Вярска. Высота над уровнем моря — 58 метров. 
Северо-западную границу деревни обозначает река Пиуза. Через деревню проходит дорога Саатсе—Печоры.
Климат переходный от морского к континентальному. Официальный язык — эстонский. Почтовый индекс — 64021.

## Население
По данным переписи населения 2021 года, в Сааболда насчитывалось 17 жителей, из них 15 (88,2 %) — эстонцы.
По данным переписи населения 2011 года, в деревне проживали 18 человек, из них 17 (94,4 %) — эстонцы (сету в перечне национальностей выделены не были).
Численность населения деревни Сааболда по данным переписей населения:
| Год  | 1959 | 1970 | 1979 | 1989 | 2000 | 2011 | 2021 |
| ---- | ---- | ---- | ---- | ---- | ---- | ---- | ---- |
| Чел. | 106  | ↘ 84 | → 84 | ↘ 56 | ↘ 34 | ↘ 18 | ↘ 17 |

## История
В письменных источниках 1585 года упоминается Заболотье, 1855—1859 годов — Заболотье, 1780 года — Заболотья, 1886 года — Sabola, 1903 года — Saabolda, 1904 года — Sabola, Saabolda, За́болотье, 1922 года — Sabolda.
На военно-топографических картах Российской империи (1866—1867 годы), в состав которой входила Лифляндская губерния, деревня обозначена как Заболотье.
В начале XIX века деревня принадлежала Снетогорскому монастырю, позже — государству; в конце столетия входила в общину Моложва и относилась к Зачеренскому приходу (приходу Саатсе). Юго-восточный конец деревни Сааболда носит название Черемислово (эст. Tseremiisla).
На хуторе Тоомемяэ (эст. Toomemäe) деревни Сааболда в настоящее время работает домашний ресторан «Maagõkõnõ» (рус. — «мак»).

## Происхождение топонима
По мнению эстонского языковеда Яака Симма, топоним Заболотье является сочетанием ’за’ + ’болот(о)’ + ’ье’, что означает «место за болотом». Этот топоним широко распространён в России, Белоруссии и Украине. Языковед Юри Труусманн приводит для сравнения литовское слово ’bala’, эстонское слово ’palu’ («степь», «песчаный еловый лес», «сухая равнина с кустарниками») и финское слово ’paltto, paltta’ («склон», «край», «уклон»), однако, такие предположения не заслуживают доверия.

## Комментарии
1. ↑  Эстонские топонимы, оканчивающиеся на -а, не склоняются и не имеют женского рода (исключение — Нарва)[8].